# La grande impresa dell'ispettore Gadget
La grande impresa dell'ispettore Gaget (Inspector Gadget's Biggest Caper Ever) è un film d'animazione direct-to-video statunitense diretto da Ezekiel Norton e basato sui personaggi della serie animata L'ispettore Gadget.

## Trama
Metro City. L'Ispettore Gadget fa i preparativi per trascorrere le vacanze nei Paesi Bassi con la nipote Penny, poiché la città di Metro City non possiede particolari attrazioni turistiche e viene snobbata dalla maggior parte dei turisti. Durante una tranquilla giornata, mentre è accanto al barbecue, Gadget riceve un pacco dal suo acerrimo nemico Boss Artiglio, contenente una bomba pronta a esplodere. La situazione si complica quando lo stesso Boss Artiglio riesce a evadere dalla prigione cittadina e il commissario Quimby chiede a Gadget di investigare urgentemente e di ricatturare il genio del crimine. Dirigendosi alla prigione, dopo un rocambolesco viaggio (durante il quale la GadgetMobile subisce gravi danni), Gadget scopre che quest'ultima è stata letteralmente rasa al suolo e di essa non è rimasto altro che un profondo cratere.
Al centro di quest'ultimo, Gadget trova uno strano uovo e decide di portarlo al laboratorio per analizzarlo insieme con lo scienziato e inventore Loony Purkle. Inizialmente Gadget crede che all'interno di esso si sia nascosto Boss Artiglio, ma grazie a Penny scoprono che, in realtà, l'uovo apparteneva a una lucertola preistorica, l'iguana gigante. Il sindaco ne approfitta per incrementare di nuovo le visite turistiche e mette in vendita dei prodotti a tema. Intanto anche Boss Artiglio è venuto al corrente della nuova attrazione cittadina e decide, perciò, di ingaggiare il bombarolo Bomba Boy per rubare l'uovo di iguana. Gadget, fortunatamente, riesce a recuperare l'uovo nel covo del criminale, ma improvvisamente l'uovo si schiude e ne esce fuori una lucertola volante, la quale crea scompiglio nella città. Bomba Boy, tuttavia, riesce a richiamare l'attenzione della creatura, grazie al richiamo d'amore, e a portarlo nel quartier generale di Artiglio.
Il commissario incarica Gadget di recuperare la lucertola, soprannominata Lucy, e di riportarla in città, dove diventa un'attrazione turistica molto amata.

## Doppiaggio
| Personaggio              | Doppiatore originale | Doppiatore italiano  |
| ------------------------ | -------------------- | -------------------- |
| Ispettore Gadget         | Maurice LaMarche     | Giorgio Melazzi      |
| Penny                    | Tegan Moss           | Elisabetta Spinelli  |
| Boss Artiglio (Dr. Claw) | Brian Drummond       | Antonio Paiola       |
| Bravo                    | Lee Tockar           | Pietro Ubaldi        |
| Jack                     | Lee Tockar           | Marco Balzarotti     |
| Commissario Quimby       | Jim Byrnes           | Enrico Bertorelli    |
| Sindaco Morty Markham    | Richard Newman       | Riccardo Rovatti     |
| GadgetMobile             | Bernie Mac           | Mario Scarabelli     |
| Loony Purkle             | Sam Vincent          | Massimo Di Benedetto |
| Bomba Boy                | Paul McGillion       | Davide Garbolino     |
| Timmy                    | Alberto Ghisi        | Tosawi Piovani       |